# Confesiones

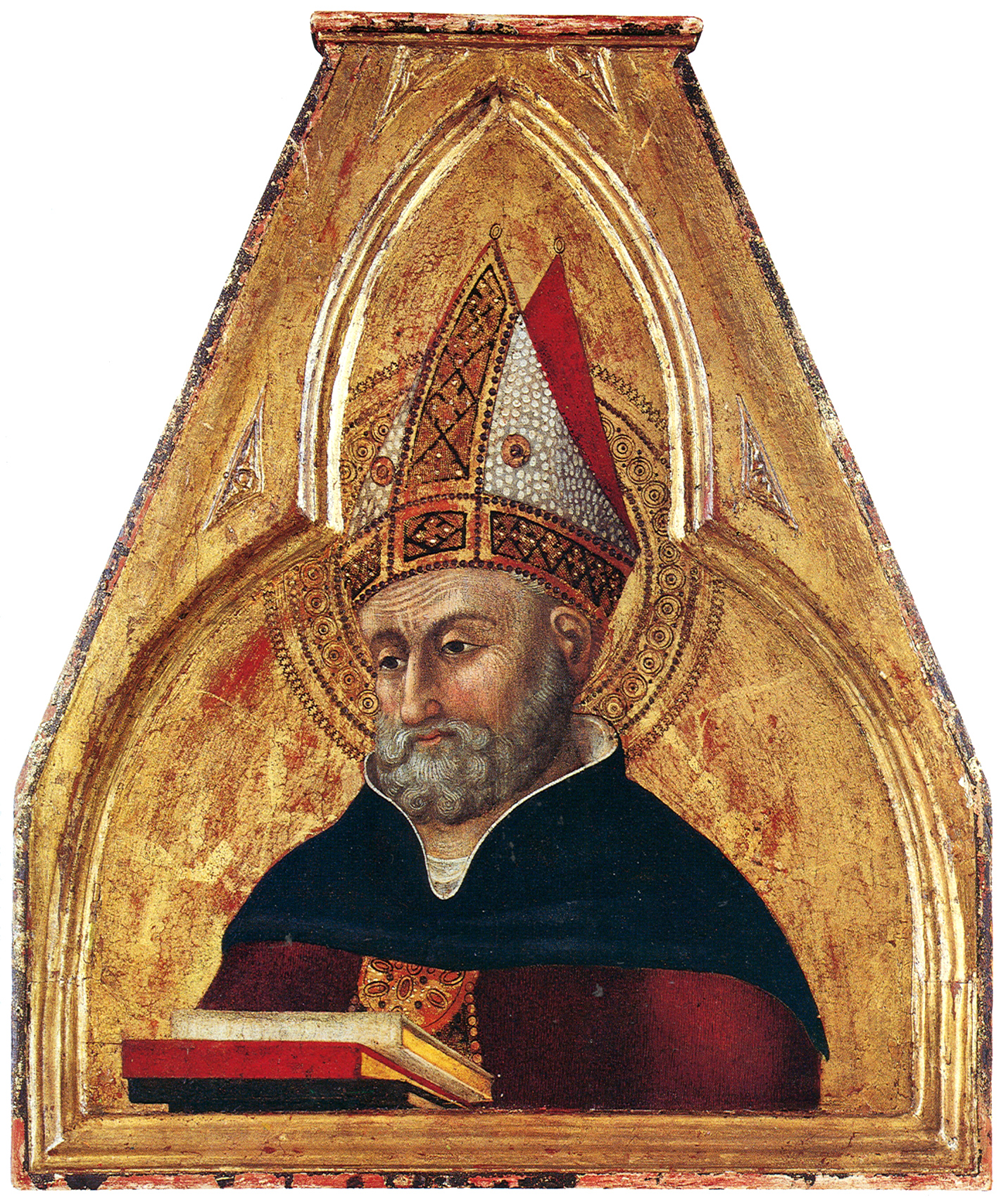
San Agustín, Padre y Doctor de la Iglesia.

Confesiones es una serie de trece libros autobiográficos de San Agustín de Hipona escritos entre el 397 y el 398. El título original fue Confesiones en trece libros, y fue compuesto en un solo tomo.
Hoy en día, los libros son normalmente publicados como un solo volumen conocido como Las Confesiones de San Agustín para distinguir el libro de otros con títulos similares como Confesiones de Jean-Jacques Rousseau.

## Contenido
Confesiones es un libro en el que San Agustín escribió acerca de su juventud pecadora y de cómo se convirtió al cristianismo. Es ampliamente aceptada como la primera autobiografía occidental jamás escrita, y se convirtió en un modelo para otros autores cristianos de los siguientes siglos. No es una autobiografía completa pues fue escrita tras sus primeros 40 años de vida y vivió hasta los 76, tiempo durante el cual produjo otros importantes trabajos, entre ellos La ciudad de Dios. De todos modos, proporciona gran información sobre la evolución de su pensamiento en sus primeros años. El libro es un acabado trabajo de filosofía y también un importante aporte a la teología.
La obra está dividida en 13 libros. En ellos se narra la niñez de Agustín, su adolescencia y juventud, su carrera académica, su estancia en el maniqueísmo, su proceso personal de acercamiento al cristianismo (ya conocido en la niñez), su conversión y sus primeras experiencias como católico.
Entre las ideas que más influyen en el mundo occidental se encuentran las que se refieren a la memoria y la interioridad (libro X) y al tiempo (libro XI).

## Resumen
La obra no es una autobiografía completa, ya que fue escrita durante los primeros años de la década de los 40 de San Agustín y éste vivió mucho tiempo después, produciendo otra obra importante, La Ciudad de Dios. Sin embargo, proporciona un registro ininterrumpido del desarrollo de pensamiento y es el registro más completo de una sola persona de los siglos IV y V. Se trata de una importante obra teológica, con meditaciones y reflexiones espirituales.
En la obra, Agustín escribe sobre cómo lamenta haber llevado una vida pecaminosa e inmoral. Habla de su arrepentimiento por haber seguido la religión maniquea y haber creído en la astrología. Habla del papel de su amigo Nebridio, que le ayudó a convencerle de que la astrología no sólo era incorrecta, sino también mala, y del papel de San Ambrosio en su conversión al cristianismo. Los nueve primeros libros son autobiográficos y los cuatro últimos son comentarios y mucho más filosóficos. Muestra un intenso dolor por sus pecados sexuales y escribe sobre la importancia de la moral sexual. Los libros fueron escritos como oraciones a Dios, de ahí el título, basado en los Salmos de David; y comienza con "Porque nos has hecho para Ti y nuestros corazones están inquietos hasta que descansen en Ti". Se cree que la obra es divisible en libros que simbolizan diversos aspectos de la Trinidad y la creencia trinitaria.

## Esquema (por libro)
1. Su infancia, y la niñez hasta los 14 años. Empezando por su infancia, San Agustín reflexiona sobre su infancia personal para sacar conclusiones universales sobre la naturaleza de la infancia: el niño es intrínsecamente violento si se le deja a su aire a causa del Pecado Original. Más tarde, reflexiona sobre la elección del placer y la lectura de la literatura profana en lugar del estudio de las Escrituras, elecciones que más tarde llega a entender como aquellas por las que merecía el castigo de sus maestros, aunque no lo reconoció durante su infancia.
2. Agustín continúa reflexionando sobre su adolescencia, durante la cual relata dos ejemplos de sus graves pecados que cometió cuando tenía dieciséis años: el desarrollo de su lujuria sin Dios y el robo de una pera del huerto de su vecino, a pesar de que nunca le faltó comida. En este libro, explora la cuestión de por qué él y sus amigos robaron peras cuando él tenía muchas peras mejores. Explica los sentimientos que experimentó al comer las peras y tirar el resto a los cerdos. Agustín argumenta que lo más probable es que no hubiera robado nada si no hubiera estado en compañía de otros que pudieran compartir su pecado.
3. Comienza a estudiar retórica en Cartago, donde desarrolla un amor por la sabiduría a través de su exposición al Hortensius de Cicerón. Culpa a su orgullo por la falta de fe en las Escrituras, por lo que encuentra una forma de buscar la verdad sobre el bien y el mal a través del maniqueísmo. Al final de este libro, su madre, Mónica, sueña con la reconversión de su hijo a la doctrina católica.
4. Entre los 19 y los 28 años, Agustín mantiene una relación con una mujer sin nombre que, aunque le es fiel, no es su legítima esposa, con la que tiene un hijo, Adeodato. Al mismo tiempo que regresa a Tagaste, su ciudad natal, para enseñar, un amigo cae enfermo, se bautiza en la Iglesia católica, se recupera ligeramente y luego muere. La muerte de su amigo deprime a Agustín, que entonces reflexiona sobre el significado del amor a un amigo en sentido mortal frente al amor a un amigo en Dios; concluye que la muerte de su amigo le afectó gravemente por su falta de amor en Dios. Las cosas que solía amar se vuelven odiosas para él porque todo le recuerda lo que se perdió. Agustín sugiere entonces que comenzó a amar su vida de dolor más que a su amigo caído. Cierra este libro con su reflexión de que él había intentado encontrar la verdad a través de los maniqueos y la astrología, sin embargo los miembros devotos de la Iglesia, que según él son mucho menos intelectuales y orgullosos, han encontrado la verdad a través de una mayor fe en Dios.
5. Cuando San Agustín tiene 29 años, comienza a perder la fe en las enseñanzas maniqueas, proceso que se inicia cuando el obispo maniqueo Fausto visita Cartago. A Agustín no le impresiona la sustancia del maniqueísmo, pero aún no ha encontrado algo que lo sustituya. Se siente resignado a aceptar estas fábulas, ya que aún no ha formado un núcleo espiritual que demuestre su falsedad. Se traslada a enseñar a Roma, donde el sistema educativo es más disciplinado. No permanece mucho tiempo en Roma porque su enseñanza es solicitada en Milán, donde se encuentra con el obispo Ambrosio (San Ambrosio). Aprecia el estilo y la actitud de Ambrosio, y éste le expone a una perspectiva más espiritual y figurada de Dios, lo que le lleva a ocupar un puesto de catecúmeno de la Iglesia.
6. Los sermones de san Ambrosio acercan a Agustín al catolicismo, al que empieza a favorecer frente a otras opciones filosóficas. En esta sección continúan sus problemas personales, incluida la ambición, y en este punto compara a un mendigo, cuya embriaguez es la "felicidad temporal", con su hasta ahora fracaso en el descubrimiento de la felicidad. Agustín destaca la contribución de sus amigos Alipio y Nebridio en su descubrimiento de la verdad religiosa. Mónica vuelve al final de este libro y arregla un matrimonio para Agustín, que se separa de su anterior concubina, encuentra una nueva amante y se considera "esclavo de la lujuria".
7. En su misión de descubrir la verdad que hay detrás del bien y del mal, Agustín se ve expuesto a la visión neoplatónica de Dios. Sin embargo, encuentra fallos en este pensamiento, porque piensa que entienden la naturaleza de Dios sin aceptar a Cristo como mediador entre los humanos y Dios. Refuerza su opinión sobre los neoplatónicos a través de la imagen de la cima de una montaña: "Una cosa es ver, desde la cima de una montaña boscosa, la tierra de la paz, y no encontrar el camino hacia ella [...] y otra cosa muy distinta es atenerse al camino que conduce allí, que está asegurado por el cuidado del Comandante celestial, donde los que han desertado del ejército celestial no pueden cometer sus robos, pues lo evitan como un castigo". A partir de este punto, recoge las obras del apóstol Pablo que "se apoderaron [de él] con asombro".
8. Además, describe su confusión interior sobre si debe convertirse al cristianismo. Dos de sus amigos, Simplicio y Ponciano, le cuentan a Agustín historias sobre las conversiones de Mario Victorino y San Antonio. Mientras reflexiona en un jardín, Agustín oye la voz de un niño que canta "coge y lee". Agustín coge un libro de los escritos de San Pablo (codex apostoli, 8.12. 29) y lee el pasaje en el que se abre, Romanos 13:13-14: "No con juergas y borracheras, no con libertinaje y desenfreno, no con pleitos y envidias; sino revestíos del Señor Jesucristo, y en cuanto a la carne, no penséis en sus concupiscencias". Esta acción confirma su conversión al catolicismo. Su amigo Alipio sigue su ejemplo.
9. Como preparación para su bautismo, Agustín concluye su enseñanza de la retórica. San Ambrosio bautiza a Agustín junto con Adeodato y Alipio. Agustín cuenta entonces cómo la iglesia de Milán, con su madre como protagonista, defiende a Ambrosio contra la persecución de Justina. Al regresar con su madre a África, comparten una visión religiosa en Ostia. Poco después muere Santa Mónica, seguida por sus amigos Nebridio y Verecundo. Al final de este libro, Agustín recuerda estas muertes a través de la oración de su recién adoptada fe: "Que recuerden con santo sentimiento a mis padres en esta luz transitoria, y a mis hermanos bajo Ti, oh Padre, en nuestra madre católica [la Iglesia], y a mis conciudadanos en la Jerusalén eterna, por la que suspira la peregrinación de tu pueblo desde el principio hasta el regreso". De este modo, su última petición a mí le será concedida más abundantemente en las oraciones de muchos a través de estas mis confesiones que a través de mis propias oraciones".
10. Agustín pasa de los recuerdos personales a la evaluación introspectiva de los propios recuerdos y de uno mismo, mientras continúa reflexionando sobre los valores de las confesiones, el significado de la oración y los medios a través de los cuales los individuos pueden llegar a Dios. Es a través de este último punto y de su reflexión sobre el cuerpo y el alma que llega a una justificación de la existencia de Cristo.
11. Agustín analiza la naturaleza de la creación y del tiempo, así como su relación con Dios. Explora las cuestiones relacionadas con el presentismo. Considera que hay tres tipos de tiempo en la mente: el presente con respecto a las cosas pasadas, que es la memoria; el presente con respecto a las cosas presentes, que es la contemplación; y el presente con respecto a las cosas futuras, que es la expectativa. A lo largo de este libro se apoya en el Génesis, especialmente en los textos relativos a la creación del cielo y de la tierra, para fundamentar su pensamiento.
12. A través de su discusión sobre la creación, Agustín relaciona la naturaleza de lo divino y lo terrenal como parte de un análisis minucioso tanto de la retórica del Génesis como de la pluralidad de interpretaciones que uno podría utilizar para analizar el Génesis. Comparando las Escrituras con un manantial con corrientes de agua que se extienden por un inmenso paisaje, considera que puede haber más de una interpretación verdadera y que cada persona puede sacar las conclusiones verdaderas que quiera de los textos.
13. Concluye el texto explorando una interpretación alegórica del Génesis, a través de la cual descubre la Trinidad y el significado de la creación del hombre por parte de Dios. Basándose en su interpretación, defiende el significado del descanso, así como la divinidad de la Creación: "Porque, entonces, descansarás en nosotros, de la misma manera que ahora trabajas en nosotros [...] Así, vemos estas cosas que has hecho, porque existen, pero existen porque Tú las ves. Vemos, externamente, que existen, pero internamente, que son buenas; Tú las has visto hechas, en el mismo lugar donde las viste aún por hacer".

## Propósito
Las Confesiones no sólo pretendían animar a la conversión, sino que ofrecían pautas sobre cómo convertirse. San Agustín extrapola sus propias experiencias para adaptarlas a los viajes de los demás. Agustín reconoce que Dios siempre le ha protegido y guiado. Esto se refleja en la estructura de la obra. Agustín comienza cada libro de las Confesiones con una oración a Dios. Por ejemplo, tanto el libro VIII como el IX comienzan con "has roto las cadenas que me ataban; sacrificaré en tu honor". Debido a que Agustín comienza cada libro con una oración, Albert C. Outler, profesor de teología en la Universidad Metodista del Sur, sostiene que las Confesiones son una "peregrinación de la gracia [...] [un] desvío [de] los giros cruciales del camino por el que [Agustín] había llegado. Y como estaba seguro de que era la gracia de Dios la que le había impulsado en ese camino, era una expresión espontánea de su corazón que arrojaba su autorrecuerdo en forma de oración sostenida a Dios". No sólo glorifica a Dios, sino que también sugiere la ayuda de Dios en el camino de Agustín hacia la redención.
Escritas después de la legalización del cristianismo, las Confesiones datan de una época en la que el martirio ya no era una amenaza para la mayoría de los cristianos, como sucedía dos siglos antes. En su lugar, las luchas del cristiano solían ser internas. Agustín presenta claramente su lucha contra los deseos mundanos, como la lujuria. La conversión de Agustín fue seguida rápidamente por su ordenación como sacerdote en el 391 d. C. y luego su nombramiento como obispo en el 395 d. C. Esta rápida ascensión ciertamente suscitó críticas contra Agustín. Las Confesiones fueron escritas entre el 397 y el 398 d. C., lo que sugiere la autojustificación como posible motivación de la obra. Con las palabras "Quiero actuar con verdad, haciendo mi confesión tanto en mi corazón ante ti como en este libro ante los muchos que lo leerán" en el Libro X, capítulo 1, Agustín confiesa sus pecados y glorifica a Dios mediante la humildad en su gracia, los dos significados que definen "confesiones", para reconciliar sus imperfecciones no sólo con sus críticos sino también con Dios.

## Recepción
Las Confesiones de san Agustín tienen una gran importancia para la vida cultural y literaria en Europa. San Agustín fue, en general, un autor muy admirado durante toda la Edad Media y que formó la escuela platonicoagustiniana.
Concretamente, Francesco Petrarca va a ser lector de las Confesiones. Su lírica amorosa está precisamente marcada por el interés por el mundo interior, que es la nota predominante en las Confesiones, que no son una biografía sólo de los acontecimientos exteriores, sino, sobre todo, de la evolución interior de San Agustín. Ese interés por describir los estados del alma en la relación amorosa, tal como se manifiesta en el Cancionero de Petrarca, marcó toda la corriente de lírica petrarquista, tan fuerte en todo el Renacimiento europeo.
El profesor Henry Chadwick escribió sobre Confesiones que siempre será la obra maestra de la literatura europea.